# Ubolratana Rajakanya
La princesse Ubolratana (en thai : อุบลรัตน), née le 5 avril 1951 à Lausanne, en Suisse, est un membre de la famille royale thaïlandaise et une femme politique.

## Biographie
Née en 1951, elle est l'aînée des enfants du roi Bhumibol Adulyadej et de la reine Sirikit, et la sœur du roi Vajiralongkorn dont elle est proche. Sportive, elle participe à des compétitions de voile, notamment en 1967 aux Jeux d'Asie du Sud-Est. Au début des années 1970, elle effectue des études supérieures aux États-Unis, au Massachusetts Institute of Technology, en mathématiques et en biochimie, puis en santé publique à l'Université de Californie à Los Angeles (UCLA). 

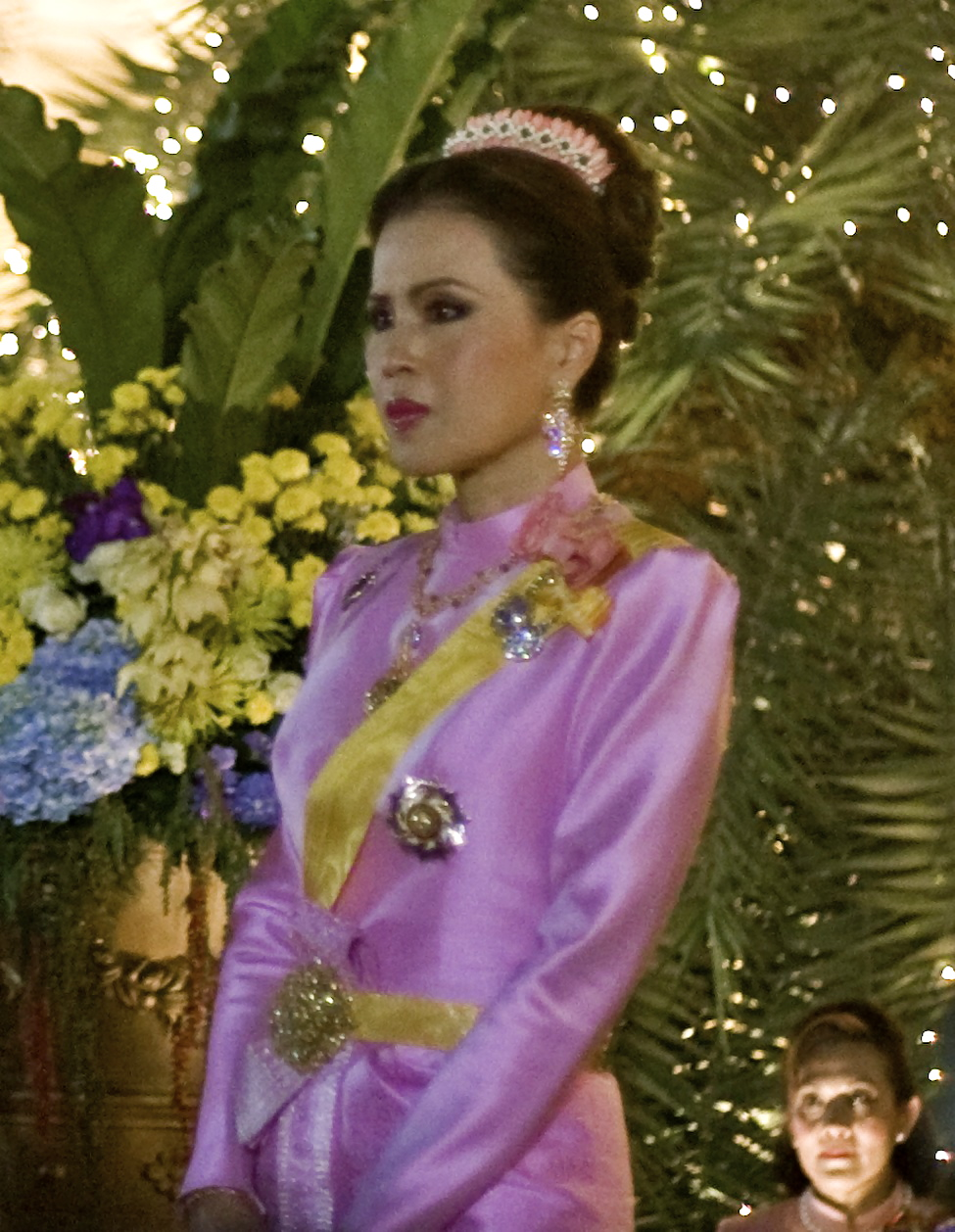
La princesse en 2010.

Durant ses études, elle renonce à ses titres royaux et s'installe aux États-Unis avec son mari, un roturier américain, Peter Ladd Jensen. Le couple a trois enfants nés également aux États-Unis (deux filles, et un fils, ce dernier étant décédé lors du tsunami de 2004). 
Ubolratana Rajakanya et Peter Ladd Jensen divorcent en 1998, après 26 ans de vie commune. Elle revient en Thaïlande en 2001, avec ses enfants. Elle se met à remplir les devoirs d'un membre de la famille royale en participant à de nombreuses cérémonies, et se consacre à des fondations caritatives.

## Politique
En 2019, dans un geste sans précédent, elle annonce sa candidature aux élections législatives thaïlandaises de 2019, en tant que candidate du Thai Raksa Chart Party (en), le parti de deux anciens chefs de gouvernement renversés par l'armée. Au-delà du scrutin législatif, son parti la désigne comme sa candidate au poste de Premier ministre. Elle est réputée proche des deux anciens chefs de gouvernements du Thai Raksa Chart Party, Thaksin Shinawatra, et sa sœur, Yingluck Shinawatra. Dans un pays où le roi est censé se positionner au-dessus des partis, cette candidature d'un membre de la famille royale est un événement. D'autant que les militaires sont encore au pouvoir et ont leur propre candidat au poste de Premier ministre,,. 
Elle renonce finalement à se présenter sous la pression du palais.